# Pedro Pablo Drinot y Piérola
Pedro Pablo Drinot y Piérola (Callao, 29 de noviembre de 1859-11 de septiembre de 1935) sacerdote y profesor peruano. Fue obispo de Huánuco y Rector de la Universidad Católica del Perú.

## Biografía
Nacido en el Callao, sus padres fueron Pedro T. Drinot de Andrade y Pascuala de Piérola y Caballero (prima hermana de Nicolás de Piérola). Realizó sus estudios escolares en el Colegio de la O (institución dirigida por su padre)  y, luego, en el Seminario de Santo Toribio. Posteriormente, viajó a Valparaíso, donde se unió al noviciado de la Congregación de los Sagrados Corazones (1884).
Dedicado activamente a la docencia, ejerció el magisterio, primero, en el Colegio de la O (1881-1882) y, luego, en el Colegio de los Sagrados Corazones de Santiago de Chile (1884-1903).
En 1904, regresó al Perú y fue nombrado en el vacante obispado de Huánuco, puesto desde el cual mostró una especial preocupación por la situación del pueblo indígena. En 1920, renunció por motivos de salud y ese mismo año se le concedió la diócesis titular de Basilinopolis. Poco después, fue nombrado deán de la Catedral Metropolitana de Lima y párroco de San Marcelo.
En 1921, regresó a la actividad docente como profesor de Derecho Eclesiástico y, posteriormente, de Apologética en la Universidad Católica de Lima. En 1924, como miembro del Consejo Superior de dicha universidad, fue elegido para cubrir el puesto de rector que dejaba Jorge Dintilhac; sin embargo, su frágil salud lo obligó a renunciar al año siguiente, ocasionando el regreso de Dintilhac.
El resto de su vida se dedicó a la promoción y organización de asociaciones laicas católicas, en especial a Acción Católica. 
En 1935, pasó a ser obispo emérito de Huánuco, falleciendo en septiembre del mismo año.
| Predecesor: Padre Jorge Dintilhac SS.CC. Rector de la Universidad Católica del Perú | Rector de la Universidad Católica del Perú junio de 1924 - enero de 1925 | Sucesor: Padre Jorge Dintilhac SS.CC. Rector de la Pontificia Universidad Católica del Perú |